# Понгіто масковий
Понгіто масковий (Grallaricula lineifrons) — вид горобцеподібних птахів родини Grallariidae.

## Поширення
Він поширений у центральних Андах південної частини Колумбії і на сході Еквадору. Мешкає в підліску густого високогірного карликового лісу Анд на висоті від 2900 до 3400 м.

## Опис
Птах завдовжки 11,5 см. Голова від сірого до чорного кольору з білими півмісяцями перед очима з вохристими плямами знизу і чорною смугою між ними на горлі, невеликою білою плямою за оком і вохристими плямами з обох боків потилиці. Темно-оливково-коричнева спина; груди з вохристими і чорнуватими плямами, черево з білуватими і чорними плямами.